# 딘네시 러요시

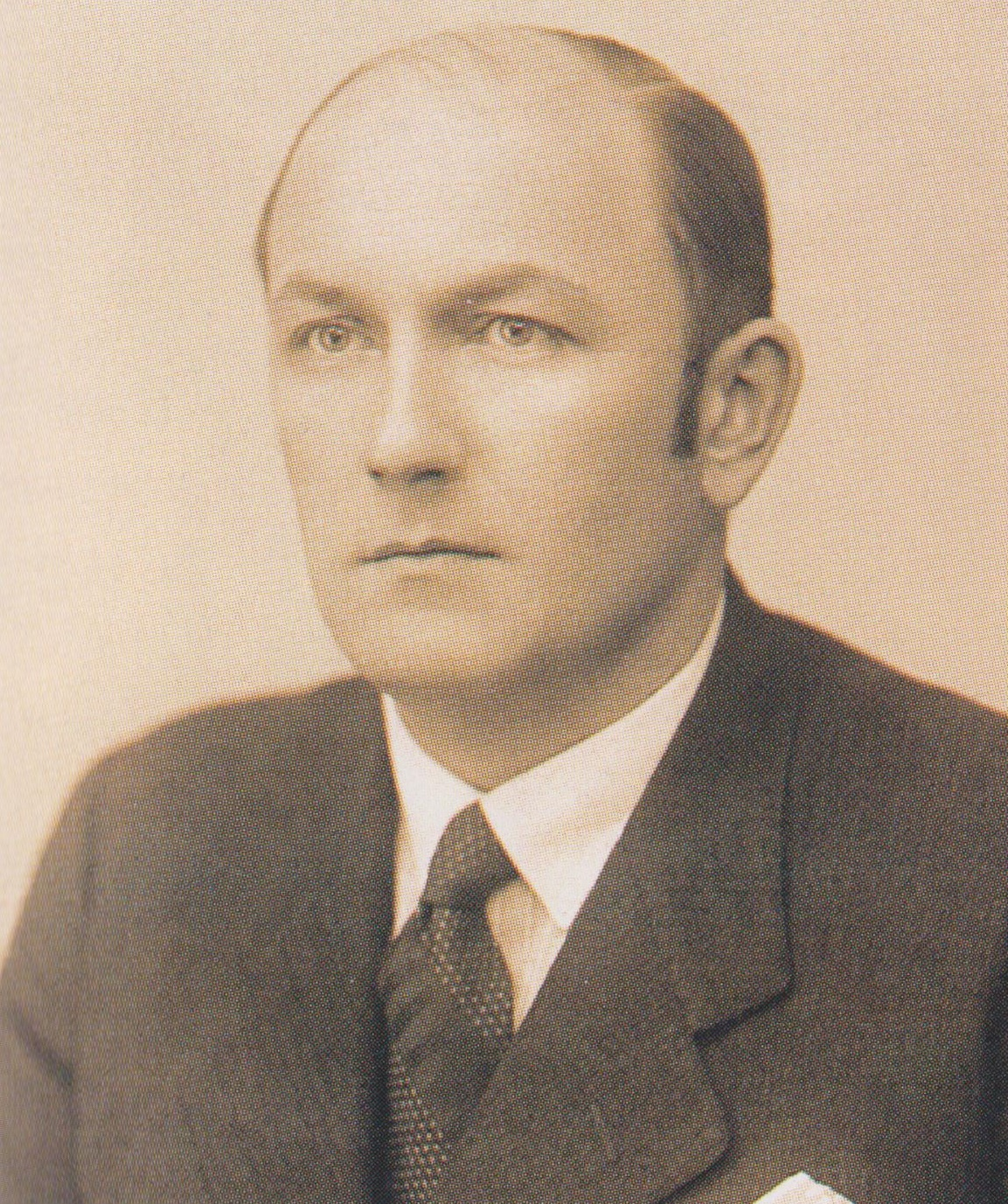
딘니에시 러요시

딘네시 러요시(헝가리어: Dinnyés Lajos, 1901년 4월 16일 더버시~1961년 5월 3일 부다페스트)는 헝가리의 정치인이다. 소작농 농민 노동자 시민 독립당에서 활동했으며 1947년 5월 31일부터 1948년 12월 10일까지 헝가리 제2공화국의 총리를 역임했다.